# Нотр-Дам-де-Бон-Секур
Нотр-Дам де Бон Секур (фр. Notre-Dame-de-Bon-Secours) — один из старейших соборов Монреаля, построенный в 1771 году. 
В 1665 году Маргаритой Буржуа (Marguerite Bourgeoys) была основана часовня. В 1678 году было завершено строительство каменного здания. В 1754 году церковь во время пожара была уничтожена огнём и восстановлена в 1771 году.
Стены и своды здания украшены изображениями святых — покровителей путешественников и мореплавателей.